# 에말린 에스트라다
에말린 에스트라다(Emmalyn Estrada, 1992년 4월 5일 ~ )는 캐나다의 싱어송라이터, 배우이다.